# Municipio de Camargo (Chihuahua)
El municipio de Camargo es uno de los 67 municipios del estado de Chihuahua. Está situado al sureste de la entidad y es uno de los principales municipios de este estado del norte de México.

## Localización
Camargo se localiza en la latitud norte 27°41′, longitud oeste 105°10′ a una altitud de 1220 metros sobre el nivel del mar. Colinda al norte con Manuel Benavides y Ojinaga; al este con el Estado Mexicano de Coahuila, en particular con los municipios de Ocampo y Sierra Mojada, al sur con Jiménez y al oeste con San Francisco de Conchos, La Cruz, Saucillo y Julimes.

## Extensión
Tiene una superficie total de 16,066.01 kilómetros cuadrados, lo que lo hace el segundo municipio más extenso del estado de Chihuahua, tras el de Ahumada, y el noveno municipio más grande del país.

## Demografía
Según el Conteo de Población y Vivienda de 2020 realizado por el Instituto Nacional de Estadística y Geografía, la población del municipio de Camargo es 49 499 habitantes, de los cuales 49.4% son hombres y 50.6% son mujeres.

### Localidades
En el censo de 2020 el municipio de Camargo contaba con 363 localidades.
| Código INEGI      | Localidad                | Población (2020) |
| ----------------- | ------------------------ | ---------------- |
| 080110001         | Santa Rosalía de Camargo | 42 019           |
| Otras localidades | Otras localidades        | 7 480            |
| Total municipal   | Total municipal          | 49 499           |

## Política
Ciudad Camargo uno de los 67 municipios que integran el estado de Chihuahua, el gobierno del municipio le corresponde al ayuntamiento, que se encuentra compuesto por el presidente municipal, figura equivalente al de Alcalde, y el cabildo conformado por los regidores. El ayuntamiento es electo por un periodo de tres años que no son reelegibles para el periodo inmediato pero si de forma no continua.

### Representación Legislativa

#### Local
- Distrito electoral local 20 de Chihuahua con cabecera en Santa Rosalía de Camargo.

#### Federal
- Distrito electoral federal 5 de Chihuahua con cabecera en Delicias.

### Presidentes Municipales
A continuación se en listan los presidentes municipales de Camargo.
| Presidente                     | Periodo               | Partido |
| ------------------------------ | --------------------- | ------- |
| Gonzalo L. Carrasco            | 1950-1951             |         |
| Rodolfo Basaneti               | 1951-1952             |         |
| José Martínez                  | 1953-1955             |         |
| Edmundo Porras                 | 1956-1959             |         |
| Rodolfo Basaneti               | 1959-1962             |         |
| Crisostomo Aguilar             | 1962-1965             |         |
| Jesús Sagarnaga                | 1965-1968             |         |
| Luis Jaramillo Martínez        | 1868-1971             |         |
| Adolfo Rueda                   | 1971-1974             |         |
| Arturo Armendáriz Delgado      | 1974-1977             |         |
| Alberto Muñoz Martínez         | 1977-1980             |         |
| Primitivo Campos               | 1980-1983             |         |
| Carlos Aguilar Camargo         | 1983-1986             |         |
| Gustavo Deandar García         | 1986-1989             |         |
| Rafael Acosta Lara             | 1989-1992             |         |
| Carlos Aguilar Camargo         | 1992-1995             |         |
| Ignacio Arrieta Aragón         | 1995-1998             |         |
| Jesús García Villareal         | 1998-2001             |         |
| Genaro Solís González          | 2001-2004             |         |
| Manuel Acosta Lara             | 2004-2007             |         |
| Genaro Solís González          | 2007-2010             |         |
| Arturo Zubía Fernández         | 2010-2013             |         |
| Jesús José Sáenz Gavaldón      | 2013-2016             |         |
| Arturo Zubía Fernández         | 2016-2018 y 2018-2021 |         |
| Jorge Alejandro Aldana Aguilar | 2021-2024 y 2024-2027 |         |